# Медведєв Геннадій Євгенович
Геннадій Євгенович Медведєв (нар.1 липня 1971 року, м. Київ) — український підприємець, ресторатор, спортсмен та мандрівник. Власник ресторанів Grill Do Brasil, StarBurger, проекту «По секрету усьому світу». Засновник та співвласник мережі ресторанів японської кухні Сушия.

## Біографія
Народився у Києві 1 липня 1971 року. Середню освіту здобув у 84 школі Печерського району міста Київ.
У бізнесі — близько 20 років, з них у ресторанному — 18 років. Власник ресторанів Grill Do Brasil, StarBurger, проекту «По секрету усьому світу». Засновник та співвласник мережі ресторанов Сушия.

## Захоплення
- Захоплюється спортивним рибальством. Учасник міжнародних чемпіонатів зі спортивної ловлі коропу. Багаторазовий переможець веукраїнських чемпіонатів з рибалства.

## Відзнаки та нагороди
- 2006 рік — переможець Кубку Гетьмана зі спортивної ловлі коропа
- 2013 рік — найбільш популярний ресторатор України за версією журналу «Інвестгазета»

## У мережі
- YouTube канал «По секрету всему свету» — авторський канал Геннадія Медведєва [Архівовано 22 лютого 2016 у Wayback Machine.]
- проект «По секрету всему свету» у мережі Facebook (рос.)
- Геннадий Медведев: «Задача ресторатора — создать привычку, на которую гость отреагирует гормоном счастья» [Архівовано 2 квітня 2015 у Wayback Machine.] (рос.)
- Геннадий Медведев: «Сейчас окупить заведение за три года просто нереально», Економічні відомості,
- The Village [Архівовано 25 квітня 2018 у Wayback Machine.]